# Andes humeralis
Andes humeralis är en insektsart som först beskrevs av Walker 1870.  Andes humeralis ingår i släktet Andes och familjen kilstritar.
Artens utbredningsområde är Papua Nya Guinea. Inga underarter finns listade i Catalogue of Life.